# ألفونسو ديلغادو إيفرز
ألفونسو ديلغادو إيفرز (بالإسبانية: Alfonso Delgado Evers)‏ هو كاهن كاثوليكي أرجنتيني، ولد في 21 يونيو 1942 في روساريو في الأرجنتين.